# Tamika Mallory
Tamika Danielle Mallory (Nova Iorque, 4 de setembro de 1980)  é uma ativista estadunidense. Mallory foi uma das principais organizadoras da Marcha das Mulheres de 2017, que lhe valeu, nesse ano, o reconhecimento, juntamente com outras três co-presidentes, pela Time 100. Mallory é a favor do controle de armas, do feminismo e do movimento Black Lives Matter.
Em 2018, Mallory foi criticada por participar num evento com o líder da Nação do Islã, Louis Farrakhan, e também por o ter elogiado no passado, tendo chegado a haver pedidos para a sua demissão da Marcha das Mulheres de 2019. Na sequência de posteriores alegações de antissemitismo, Mallory deixou a organização em setembro de 2019, ainda que tenha sido referido que a sua saída se deu após o término de seu mandato, conforme os estatutos da Marcha das Mulheres.

## Vida pessoal
Mallory nasceu em Harlem, Nova York, sendo filha de Stanley e Voncile Mallory. Cresceu no projeto de habitação social denominado Manhattanville Houses em Manhattan e mudou-se para a cooperativa habitacional Co-Op City, no Bronx, quando tinha 14 anos. Os seus pais foram membros fundadores e ativistas da Rede de Ação Nacional (NAN), do fundador Reverendo Al Sharpton, uma organização líder na área dos direitos civis nos Estados Unidos. O seu trabalho na NAN influenciou Mallory e promoveu que se interessasse sobre justiça social e direitos civis.
Mallory é mãe solteira de um filho, chamado Tarique, na sequência do assassinato do pai, Jason Ryans, em 2001. Mallory declarou que a sua experiência com a NAN a ensinou a reagir a essa tragédia com ativismo. O filho dela é também membro da NAN.

## Ativismo político
Aos 11 anos, Mallory tornou-se membro da NAN para saber mais sobre o movimento dos direitos civis e aos 15 anos, era voluntária da organização.
Em 2011, Mallory tornou-se a mais jovem diretora executiva da NAN.
Em 2013, após trabalhar 14 anos nesta organização, Mallory deixou o cargo de diretora executiva para seguir o seu próprio caminho de ativismo, mas ainda participa do trabalho da NAN, estando presente em comícios e recrutando membros.
Em 2014, Mallory foi selecionada para servir no comité de transição do presidente da câmara de Nova York, Bill de Blasio . Durante esse período, Mallory apoiou a criação do Sistema de Gestão de Crises da Cidade de Nova Iorque, um programa oficial para a prevenção da violência armada que atribui anualmente 20 milhões de dólares norte-americanos a organizações que trabalhem para a prevenção da violência armada. Através deste sistema, Mallory também assumiu a co-presidência de uma nova iniciativa, o Mês para a Consciencialização da Violência Armada.
Mallory é presidente da Mallory Consulting, uma empresa de Nova Iorque de planeamento estratégico e gestão de eventos. Ela faz também parte do conselho de administração da Gathering for Justice, uma organização que visa acabar com o encarceramento infantil e eliminar políticas que resultem em encarceramento em massa.
Tamika foi convidada, ao lado de outras organizadoras da Marcha das Mulheres, pela estilista Mara Hoffman a participar da abertura de seu desfile na Semana de Moda de Nova Iorque de 2017.
Em 2018, Mallory criticou a Starbucks por incluir a Liga Anti-Difamação (ADL), que tem por missão "combater o anti-semitismo e todas as formas de ódio", numa formação corporativa sobre preconceito racial, após a detenção de dois clientes negros num Starbucks na Filadélfia. Através de um tweet, Mallory acusou a ADL de "atacar pessoas negras e pardas" e escreveu: "A ADL envia a polícia dos EUA para Israel para aprender as suas práticas militares. Isso é profundamente preocupante. E nem vamos falar dos seus ataques contra. @ Blacklivesmatter. ”  Posteriormete, a Starbucks retirou a ADL da formação, uma decisão que Liel Leibovitz, da Tablet, disse ser uma "cedência ao fanatismo".
Tamika foi capa da Vogue UK em 2020, em uma edição especial que reuniu 20 ativistas notáveis como Jane Elliot Angela Davis. Ela deu uma entrevista sobre seus anos de experiência na luta pelos direitos civis e seu trabalho com a organização social Until Freedom, que especificamente busca por justiça para mulheres negras vítimas de violência.